# Argyroeides
Argyroeides este un gen de insecte lepidoptere din familia Arctiidae.

## Specii[1]
- Argyroeides affinis
- Argyroeides augiades
- Argyroeides auranticincta
- Argyroeides boliviana
- Argyroeides braco
- Argyroeides ceres
- Argyroeides eurypon
- Argyroeides flavicincta
- Argyroeides flavicornis
- Argyroeides flavipes
- Argyroeides fuscipes
- Argyroeides gyas
- Argyroeides hadassa
- Argyroeides laurion
- Argyroeides lydia
- Argyroeides magon
- Argyroeides menephron
- Argyroeides minuta
- Argyroeides nephelophora
- Argyroeides notha
- Argyroeides ophion
- Argyroeides ortona
- Argyroeides placida
- Argyroeides quindiensis
- Argyroeides rubricauda
- Argyroeides sanguinea
- Argyroeides spectrum
- Argyroeides strigula
- Argyroeides suapurensis
- Argyroeides tricolor
- Argyroeides vespina